# منطقة فيروز أباد
فيروز أباد رمزها «FI» (بالإنجليزية: Firozabad)‏ ، هو تقسيم إداري لدولة الهند تتبع ولاية أتر برديش (بالإنجليزية: Uttar  Pradesh)‏ ، مركزها هو مدينة فيروز آباد (بالإنجليزية: Firozabad)‏ عدد سكانها حسب تعداد سنة 2001 هو 2,045,737 ، مساحتها 2,361 كم² وكثافة السكان 866 لكل كم² .